# Körnerpark

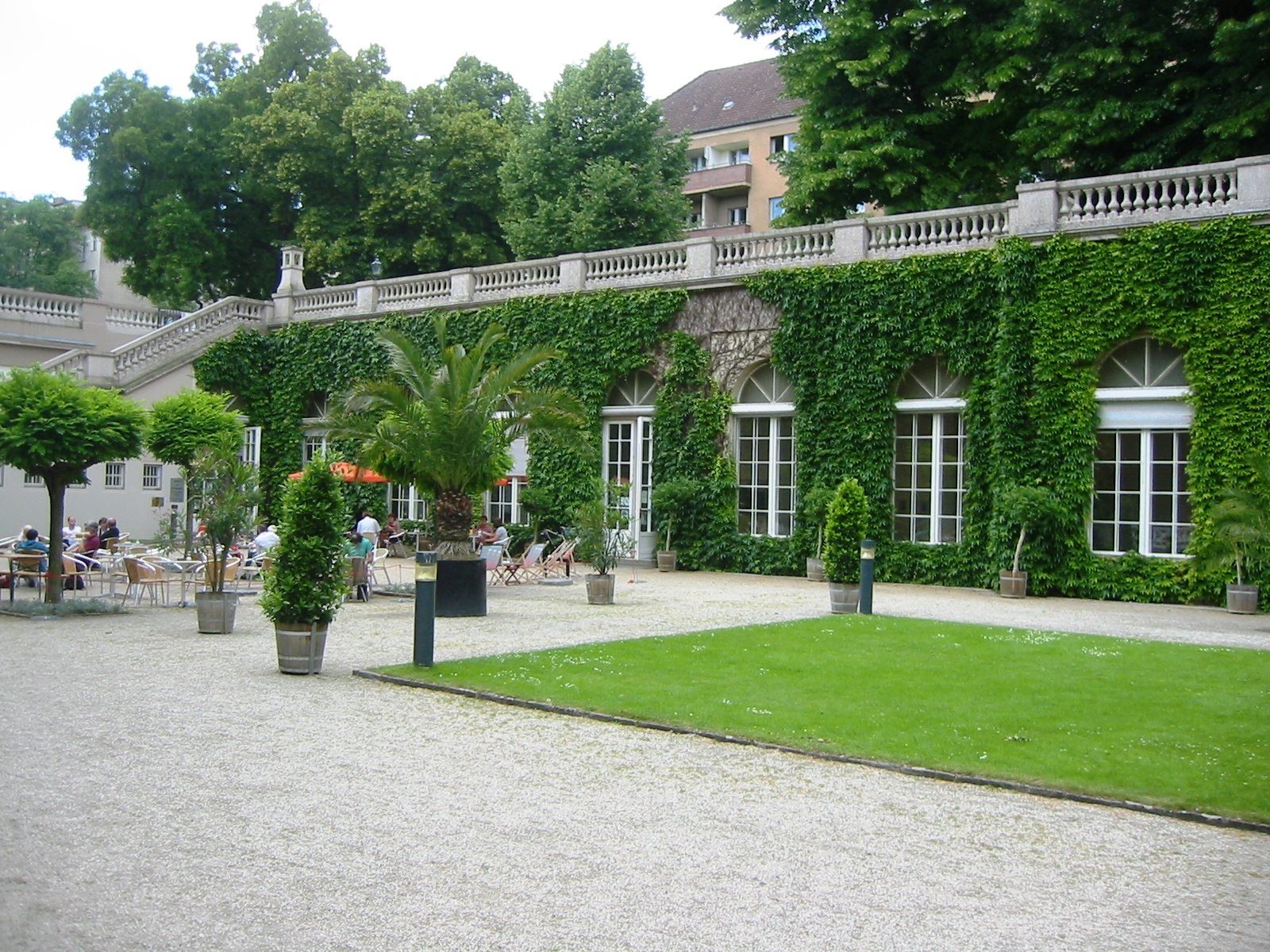
Orangeriet i Körnerpark.

Körnerpark är en park i stadsdelen Neukölln i Berlin, Tyskland. Parken är till formen rektangulär och är belägen mellan gatorna Jonasstrasse, Schierker Strasse, Selkestrasse och Wittmannsdorfer Strasse. Den har en yta på omkring 2,4 hektar och anlades mellan 1912 och 1916 i nybarock stil, på platsen för ett tidigare grustag. I västra delen av parken finns ett orangeri, som idag inrymmer ett konstgalleri och ett kafé.
Parken döptes efter den tidigare ägaren av marken, Franz Körner, som donerade marken till staden Rixdorf (nuvarande stadsdelen Neukölln i Berlin), med villkoret att en park skulle anläggas på platsen.